# MüGa-Park

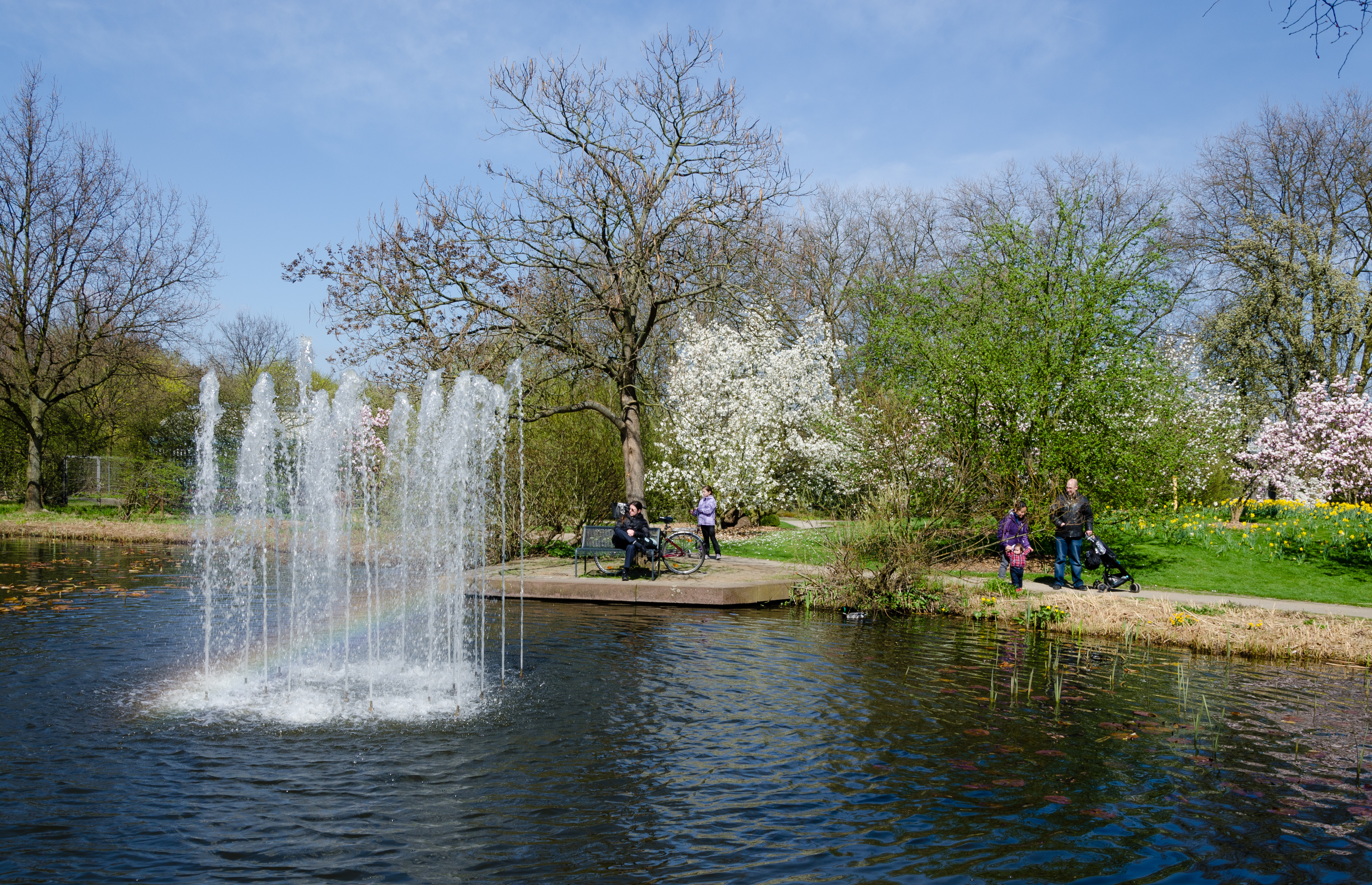
Wasserstelle im MüGa-Park mit Sitzmöglichkeiten

Die Mülheimer Gartenschau, auch Mülheims Garten an der Ruhr genannt, war die dritte Landesgartenschau Nordrhein-Westfalens im Jahre 1992. Heute wird der 66 Hektar große MüGa-Park im Mülheimer Stadtteil Broich als Grün- und Freizeitanlage genutzt. Im Rahmen der IGA Metropole Ruhr 2027 wird der Park umfassend umgestaltet.
Der MüGa-Park erstreckt sich direkt am linken Flussufer der Ruhr im Wesentlichen zwischen der Schlossbrücke und dem Stadt-Viadukt der ehemaligen Rheinischen Bahn. Auf der gegenüberliegenden Seite liegen das Rathaus und das Stadtentwicklungsprojekt Ruhrbania.
Für die Landesgartenschau wurden Industriebrachen, ein Schrottplatz und ehemalige Bahnanlagen der unteren Ruhrtalbahn zurückgebaut oder umgewandelt. Von der Bahn sind Ringlokschuppen und Broicher Wasserturm (mit einer Camera obscura und dem Museum zur Vorgeschichte des Films) erhalten. Außerdem befinden sich auf dem Kerngelände das Schloss Broich, das leer stehende Gebäude der Heinrich-Thöne-Volkshochschule, die Mülheimer Stadthalle, der Darlington-Park, die Kfar-Saba-Brücke über die Bergstraße (B 223), verschiedene Themengärten, der Europapavillon und mehrere Spielplätze (auch Matsch- und Wasserspielplätze).
Für die Besucher wurde ein MüGa-Wiesel genannter Pendelzugverkehr auf einen Teil der ehemaligen Bahnstrecke Osterath–Dortmund zum Stadtzentrum und insbesondere zum Mülheimer Hauptbahnhof eingerichtet. Nach Beendigung der Gartenschau wurde der Personenverkehr eingestellt und die Bahnsteiganlagen komplett demontiert.

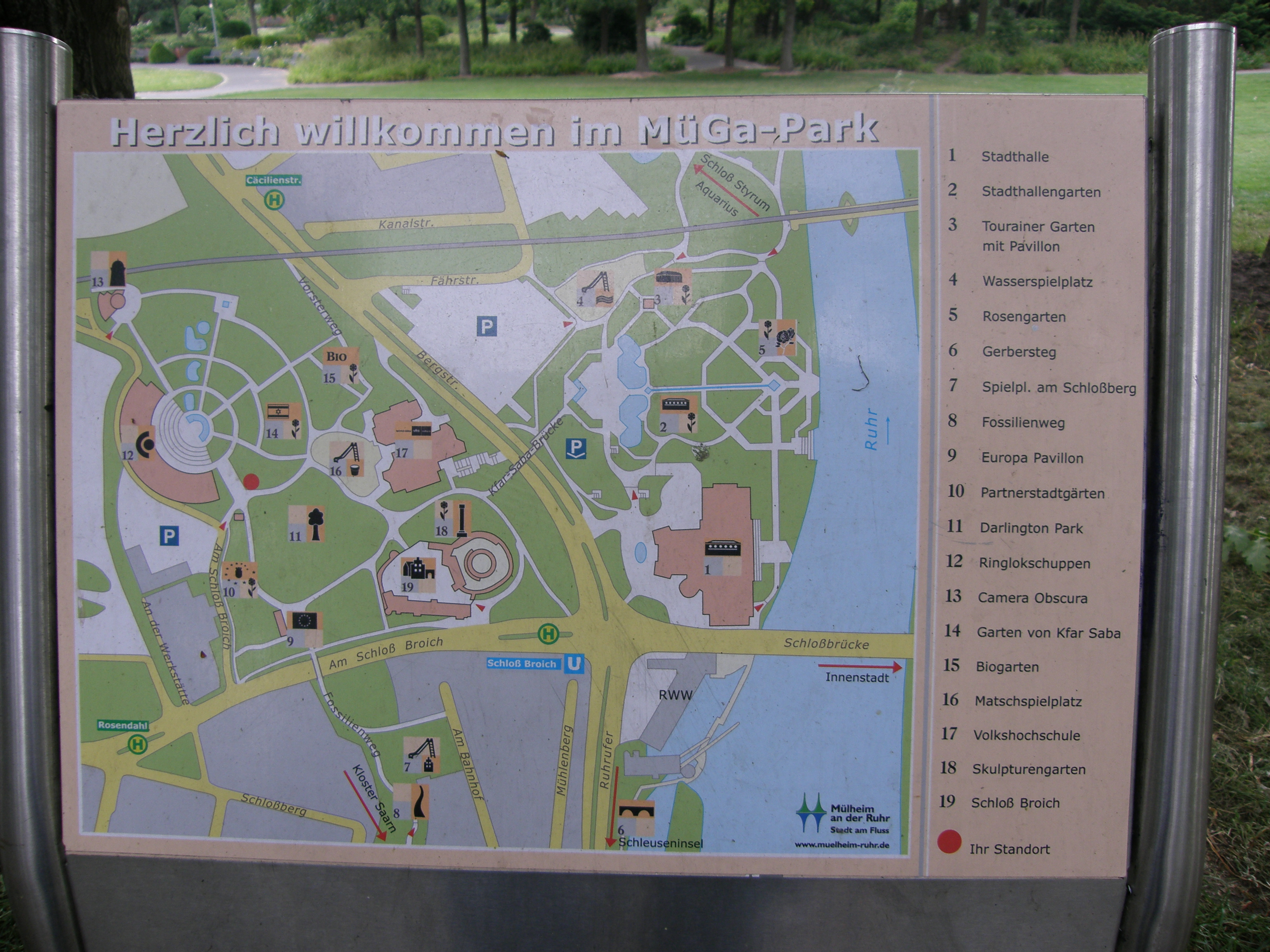
Lageplan MüGa-Park
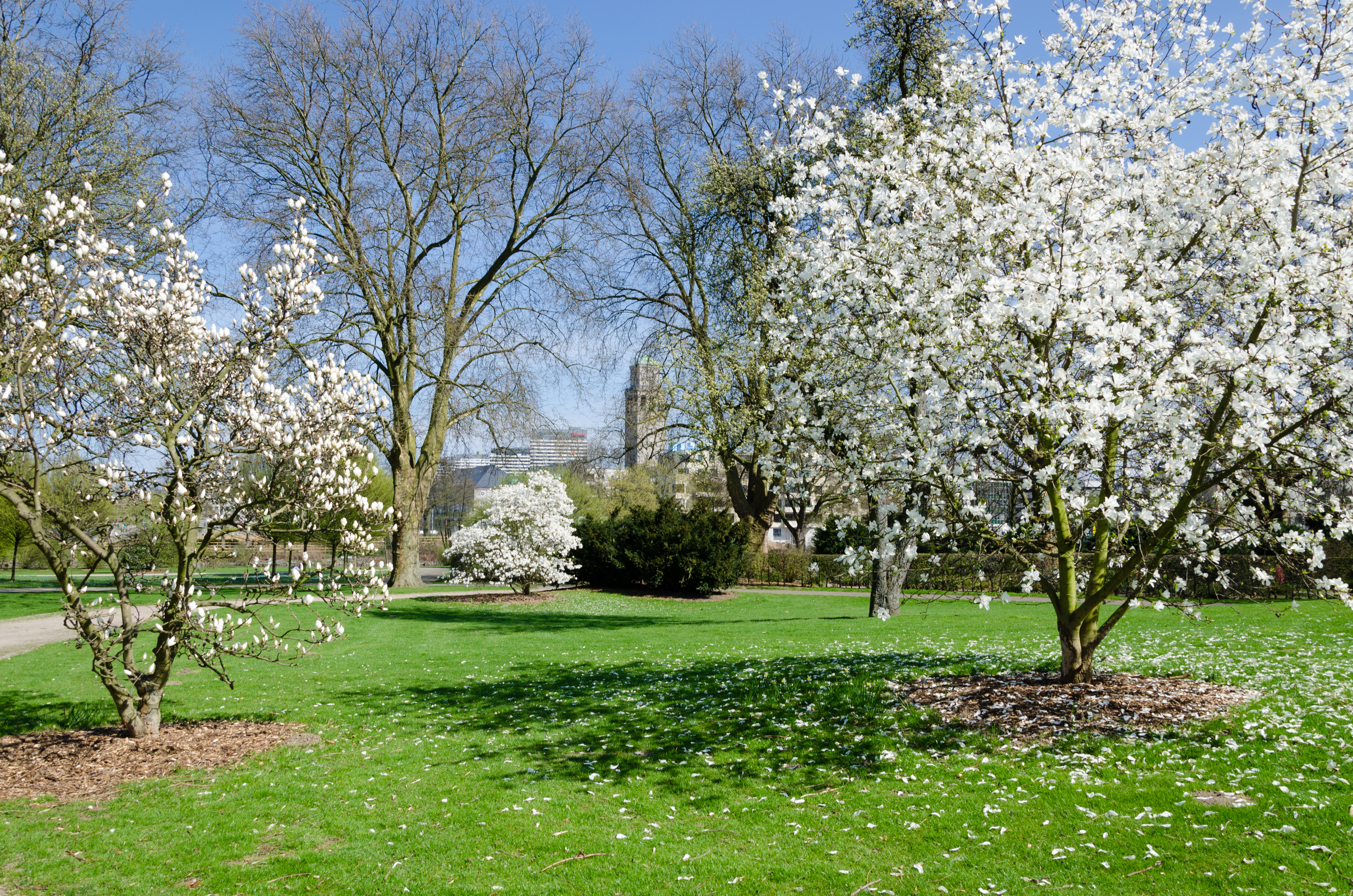
Frühlingsstimmung in der MüGa
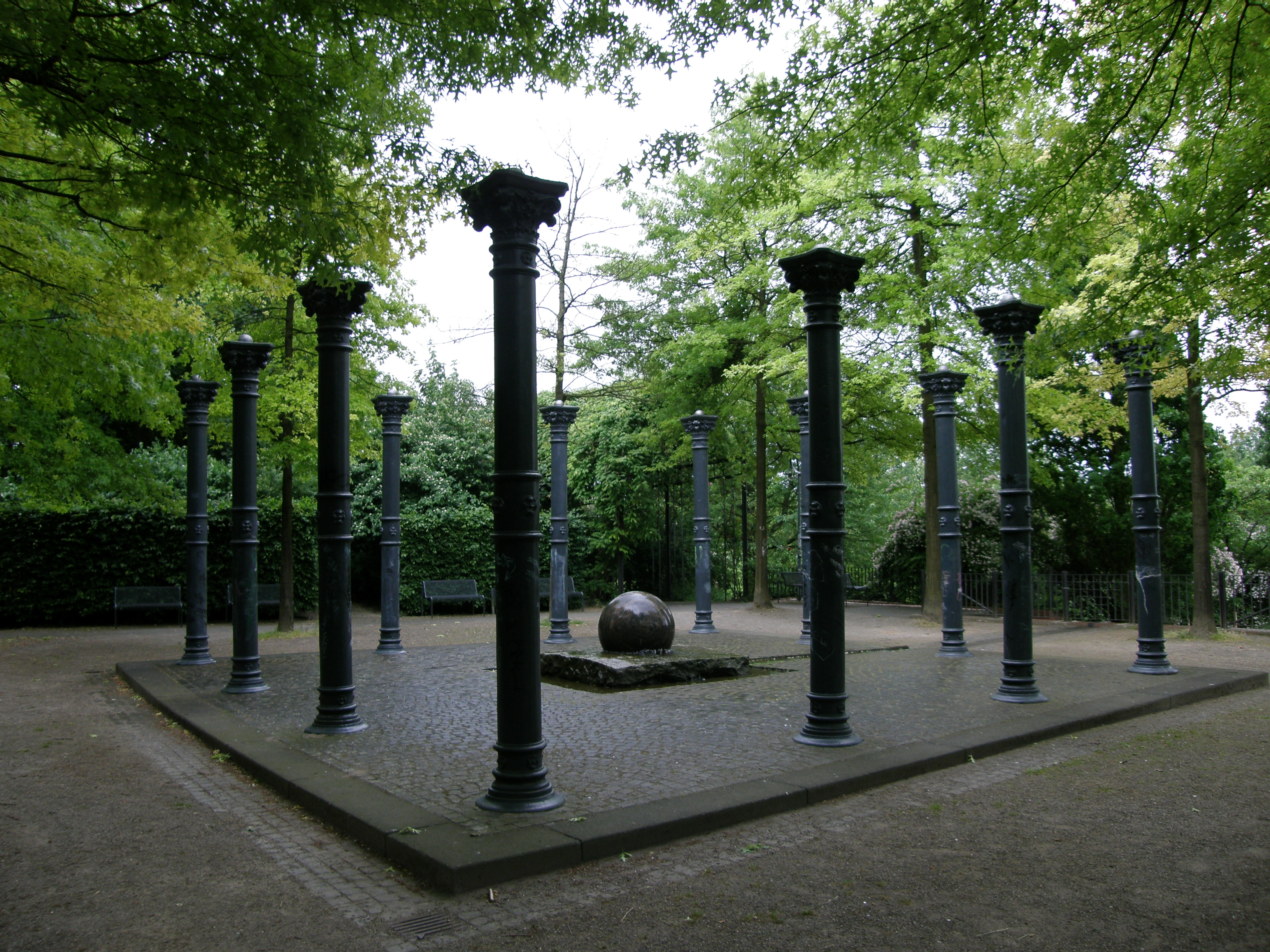
Säulen mit Kugelbrunnen
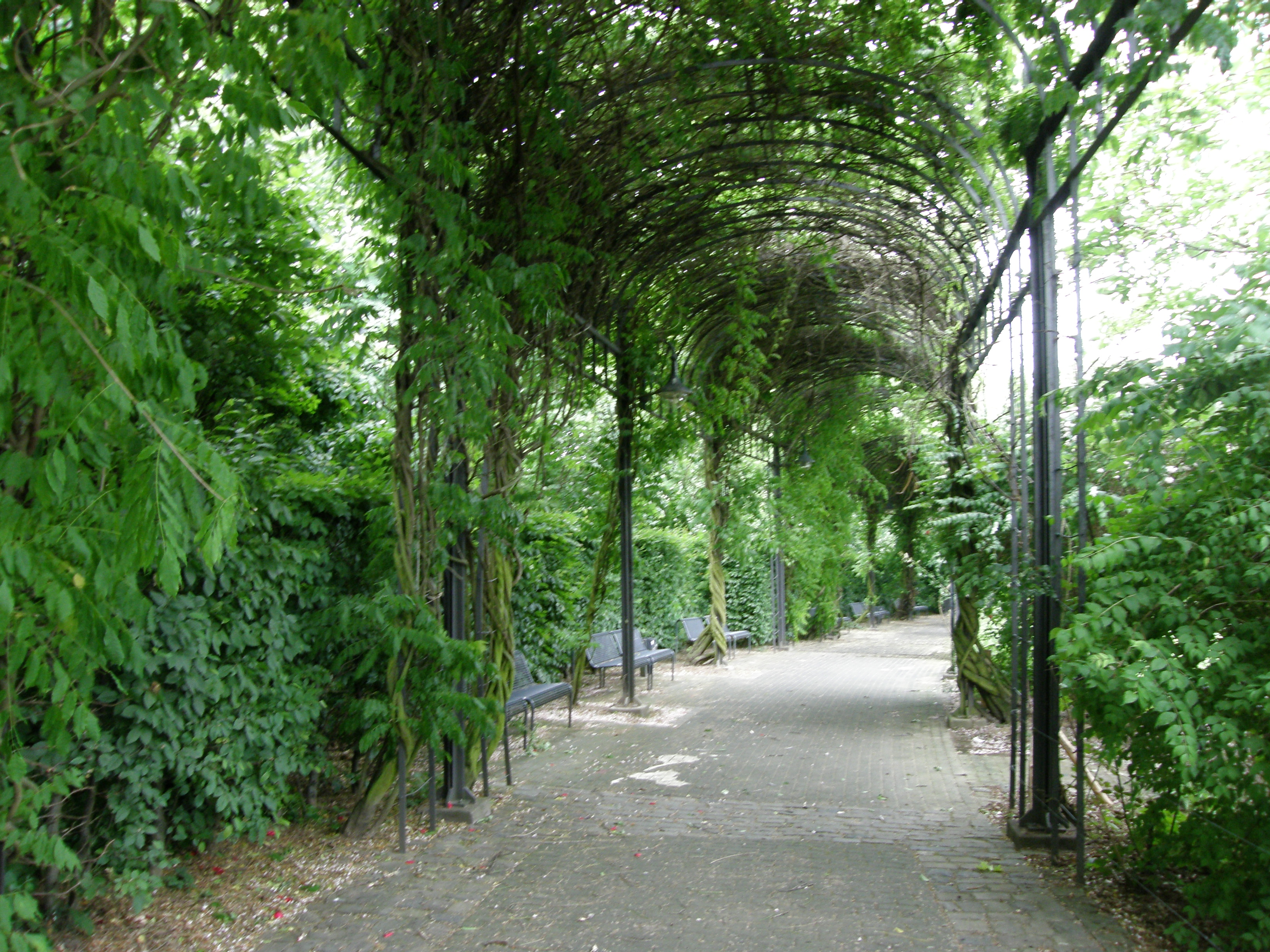
Rundgang
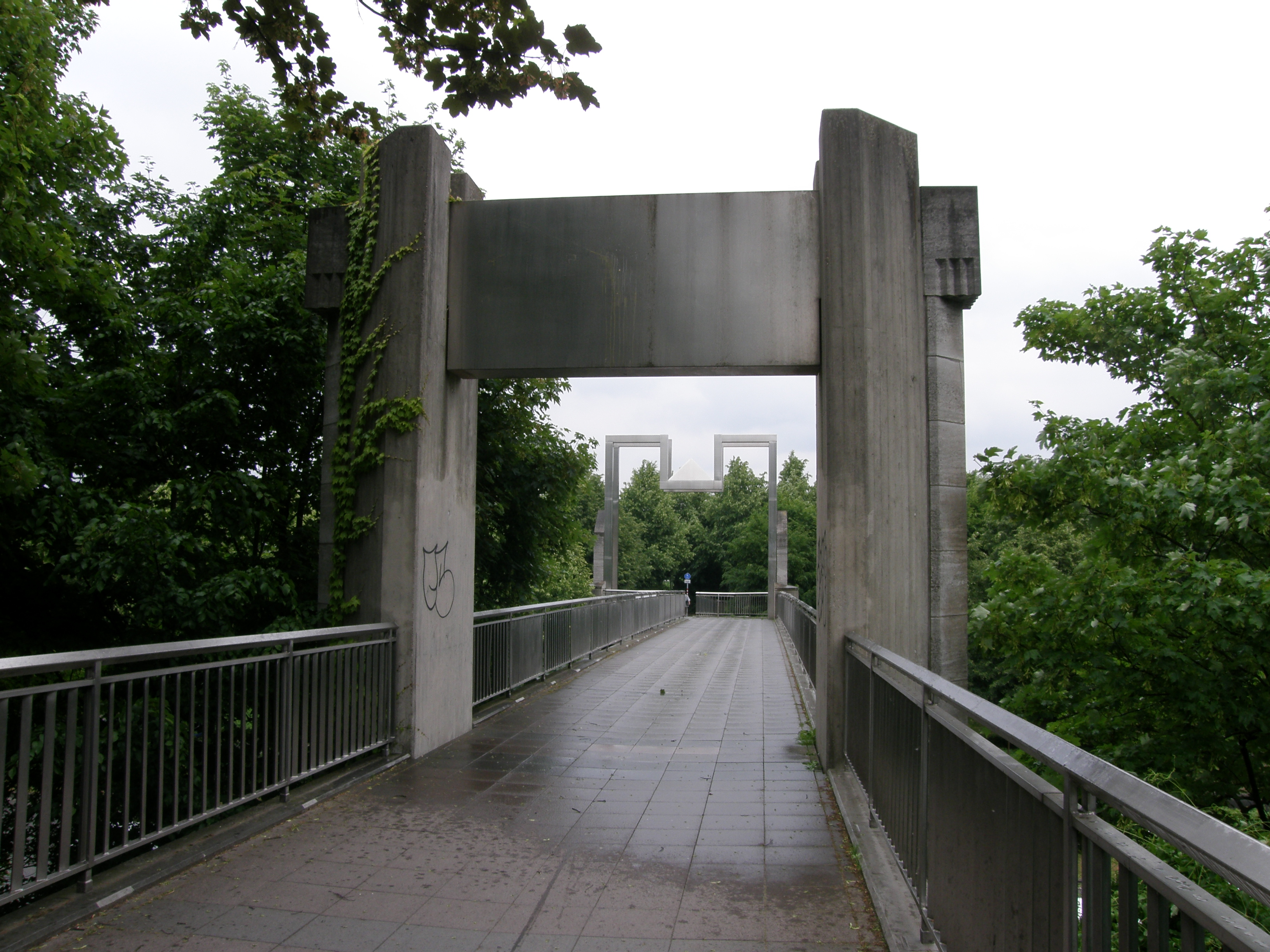
Kfar-Saba-Brücke
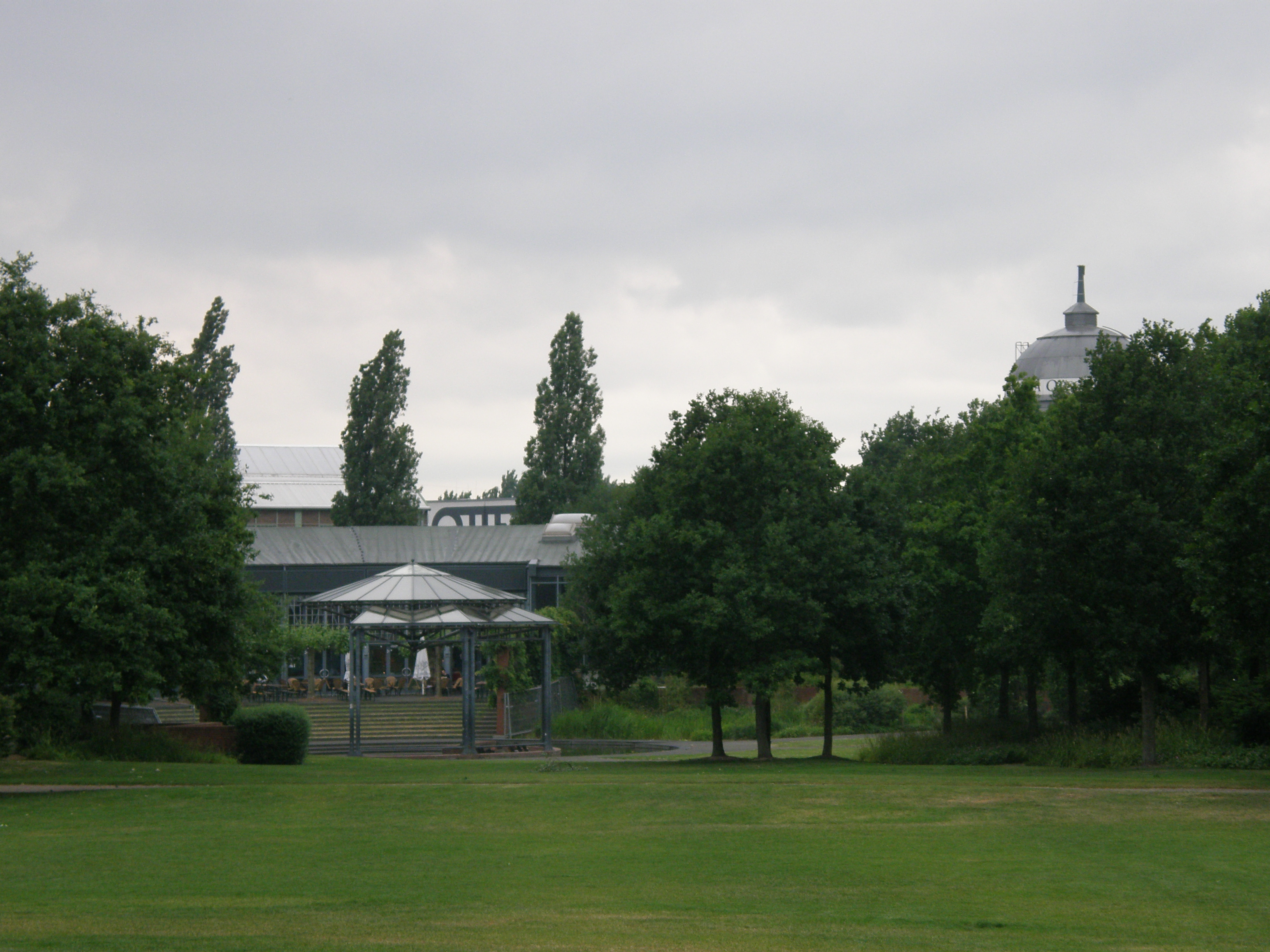
Blick über die Wiese zum Ringlokschuppen
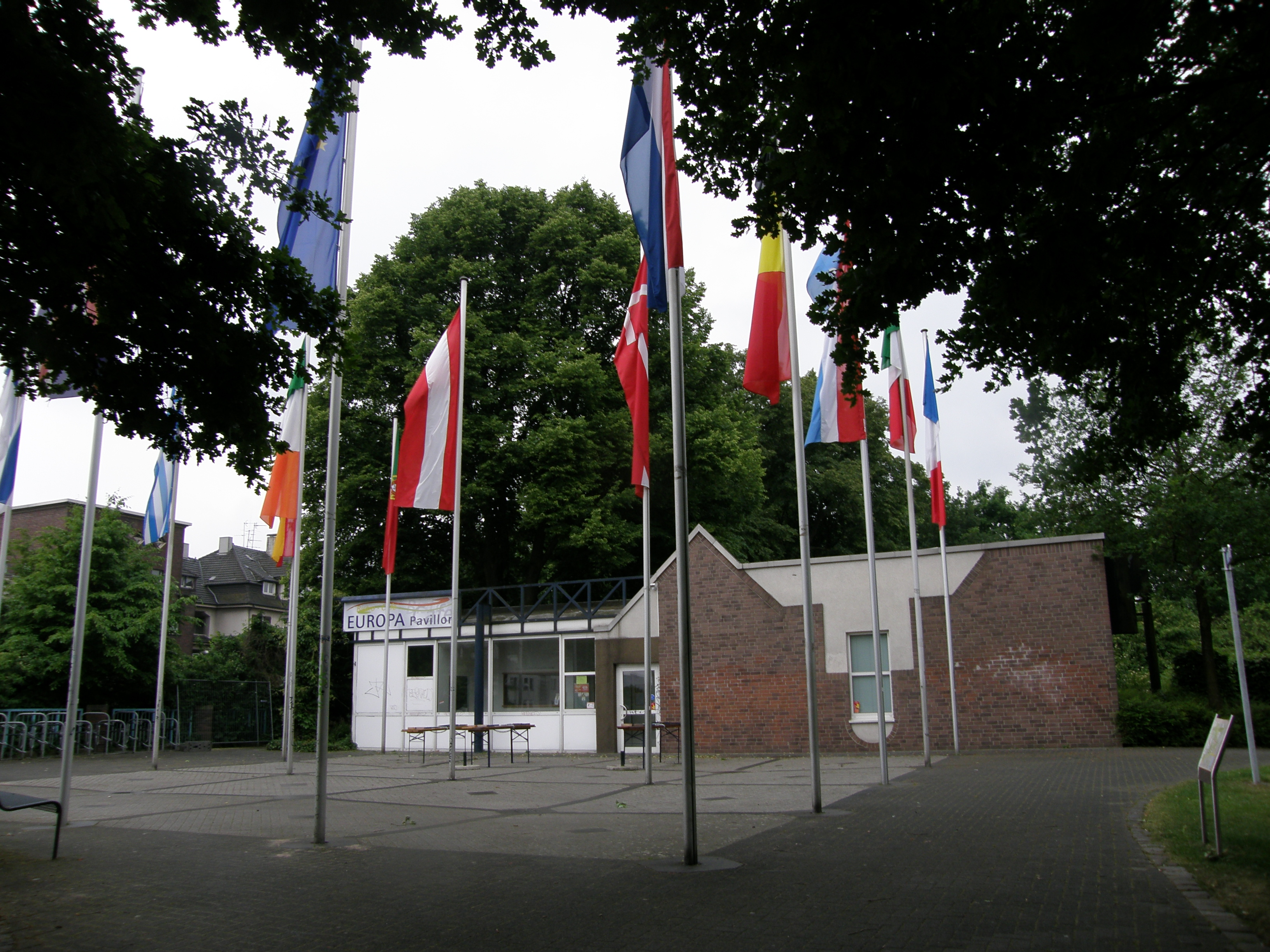
Europapavillon
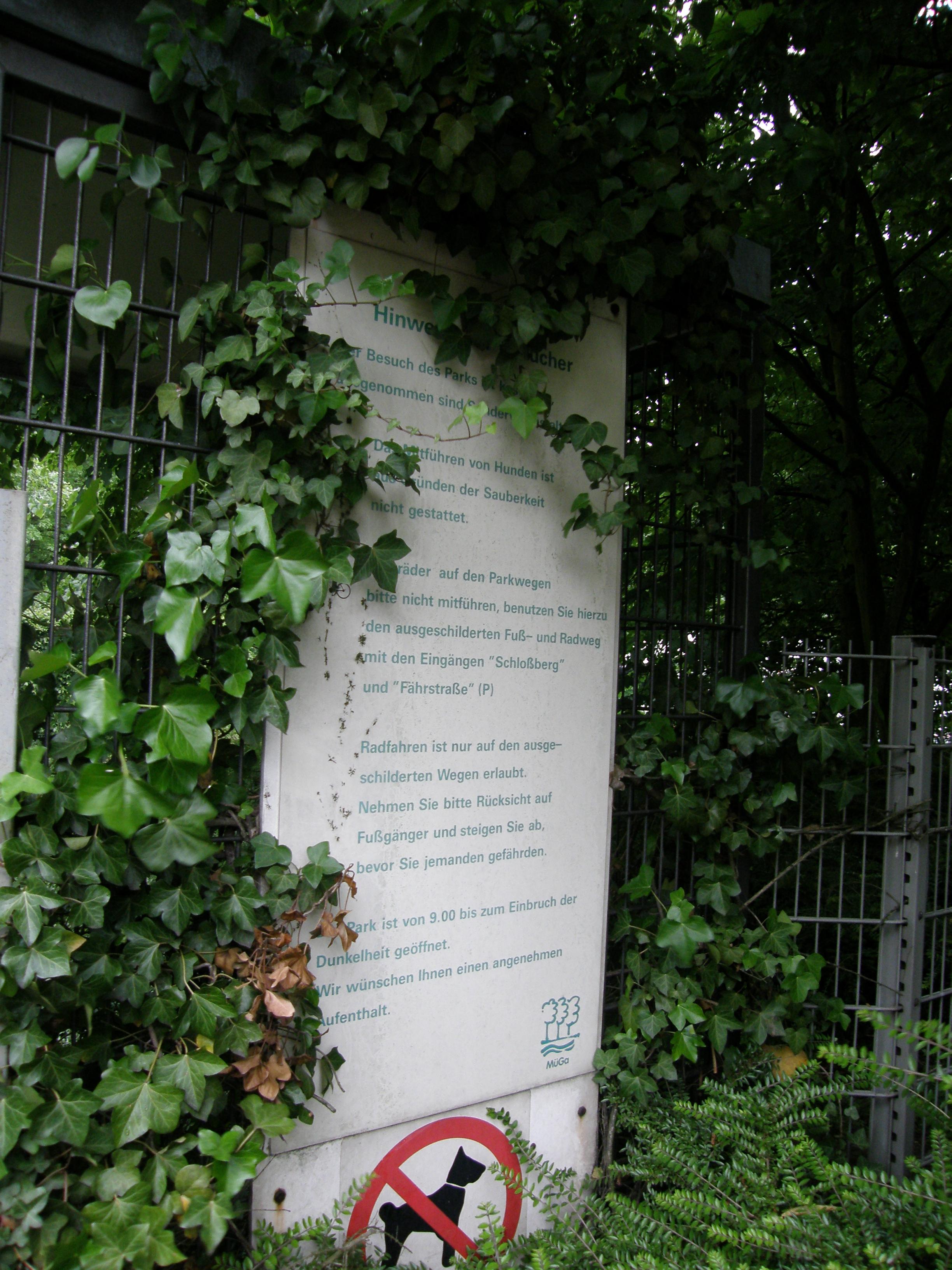
Eingangsschild
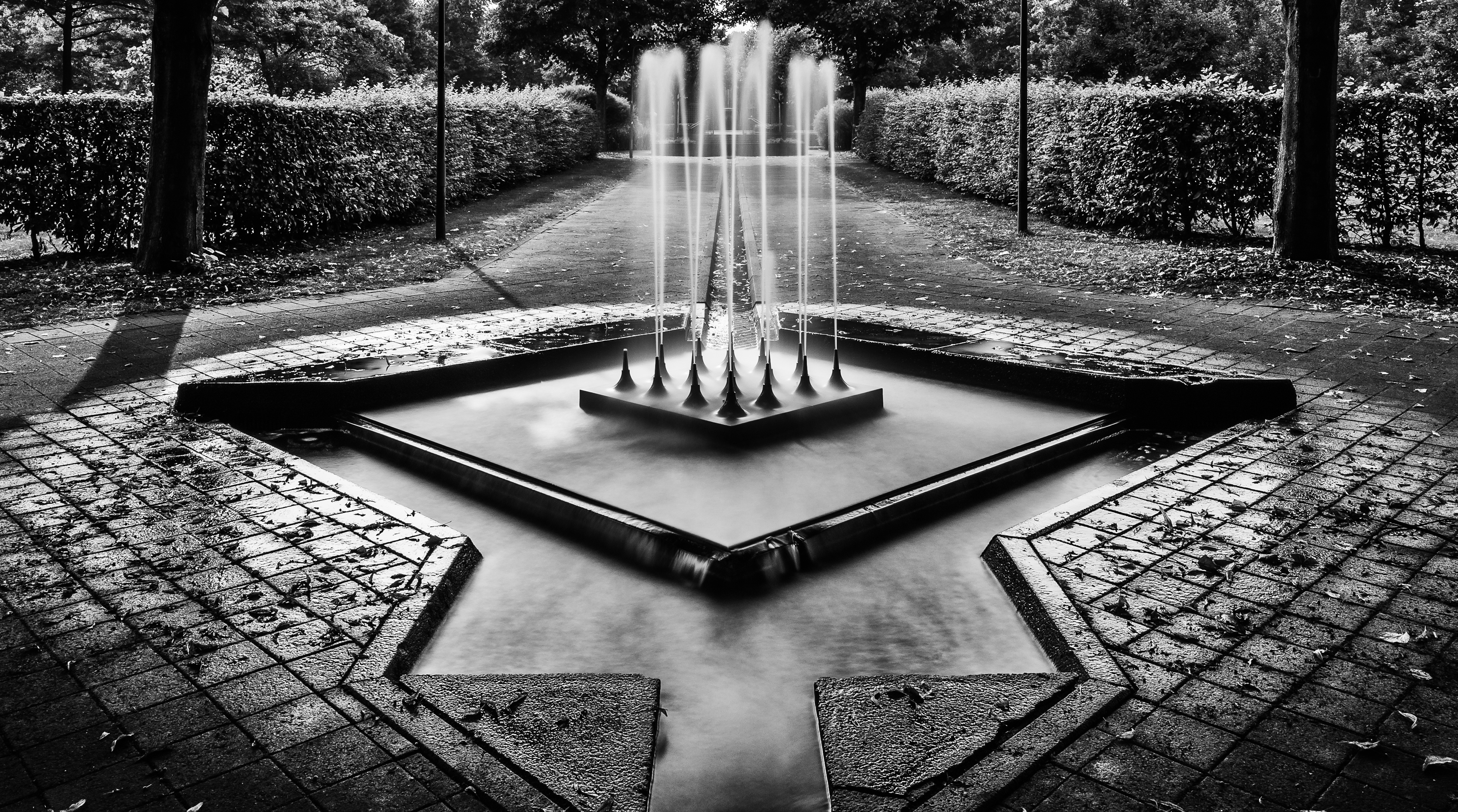
Wasserspiel im MüGa-Park

Daneben wurden von den Planern der Landesgartenschau, den Landschaftsarchitekten Horst Wagenfeld und Wolfgang Mueller, Verbindungen zwischen den geschichtlich bedeutsamen Orten Mülheims (Schloss Styrum, Schloss Broich und Zisterzienserkloster Saarn) geschaffen. Die maximale Ausdehnung des MüGa-Parks bis Saarn beträgt sieben Kilometer. Insgesamt vierzehn Brücken wurden für die Landesgartenschau gebaut.
Der Eintritt in den Park ist frei, nur für besondere Attraktionen oder bei Großveranstaltungen wird ein Entgelt erhoben. Der MüGa-Park nimmt unter anderem an der ExtraSchicht teil.